# Édouard Chaudron
Pour les articles homonymes, voir Chaudron.
Édouard Alexis Ambroise Chaudron, né à Frasnes-lez-Gosselies, le 12 novembre 1824 et décédé le 28 décembre 1894 est un homme politique belge francophone libéral. Il était notaire.

## Carrière politique
Édouard Chaudron est le fils de Jean Louis Chaudron, notaire, et de Pauline Souppart. Après des études de notaire, il rejoint l'étude de son père et en mai 1859 est nommé notaire en remplacement de son père.
Il est élu conseiller communal, puis bourgmestre de Frasnes-lez-Gosselies en mars 1861, poste qu'il occupe jusqu'à son décès. 
En 1865 et 1866, il vient en aide aux familles de Frasnes touchées par l'épidémie de choléra, raison pour laquelle le roi Léopold II lui attribue la décoration de Chevalier de l'ordre de Léopold.
En mai 1876, il est élu conseiller provincial du canton de Gosselies au Conseil provincial du Hainaut. 
En 1892, il est élu à la chambre des représentants pour le compte de l'Association libérale de Charleroi et réélu en 1892 pour les élections de la Constituante. Durant son bref mandat parlementaire, il vote en faveur du suffrage universel pur et simple convaincu que la Constitution belge devait assurer l'égalité entre tous les citoyens.

## Distinctions
- Chevalier de l'ordre de Léopold;
- Croix civique de 1ère classe.

## Sources
- Le Parlement Belge 1831-1894. Données Biographiques, Bruxelles, Académie Royale de Belgique, Jean-Luc De Paepe, Christiane Raindorf-Gérard, 1996.
- Biografisch repertorium der Belgische parlementairen, senatoren en volksvertegenwoordigers 1830 tot 1.8.1965, R. Devuldere, Gand, R.U.G., thèse de licence en histoire inédite, 1965.